# Britische Eishockeynationalmannschaft
Die britische Eishockeynationalmannschaft vertritt den Eishockeyverband des Vereinigten Königreichs Ice Hockey UK auf internationaler Ebene. Die Mannschaft der Männer wird nach der Weltmeisterschaft 2022 in der IIHF-Weltrangliste auf Platz 18 geführt. Das Land wurde bislang je einmal Olympiasieger und Weltmeister sowie viermal Europameister.

## Geschichte
Großbritannien gehörte in den ersten fünf Jahrzehnten des 20. Jahrhunderts zu den stärksten Eishockeynationalen weltweit. Vor allem auf europäischer Ebene konnte die Nationalmannschaft einige Erfolge erzielen. Die Eishockey-Europameisterschaft konnte das Land bei ihrer ersten Ausgabe 1910 auf Anhieb vor der Konkurrenz aus Deutschland, Belgien und der Schweiz gewinnen, nahm an den folgenden eigenständigen EM-Turnieren jedoch nicht mehr teil. Zwischen 1924 und 1948 nahm die Nationalmannschaft Großbritanniens an insgesamt vier olympischen Eishockeyturnieren teil. Einzig auf die Teilnahme an den Olympischen Winterspielen 1932 verzichtete man wie viele andere europäische Länder aus Kostengründen.
Ihren größten Erfolg und einen der größten Erfolge in der Eishockeygeschichte überhaupt erreichte die britische Eishockeynationalmannschaft, als sie die Olympischen Winterspiele 1936 in Garmisch-Partenkirchen gewann. Da diese gleichzeitig als Weltmeisterschaft und Europameisterschaft gewertet wurde und die Briten auch nach Abziehen der Spiele gegen außereuropäische Mannschaften jeweils die Ranglisten anführten, wurden sie Olympiasieger sowie Welt- und Europameister in einem. Diesen Erfolg konnte anschließend nur die Sowjetunion wiederholen. Zuvor hatte die Nationalmannschaft bereits 1924 eine olympische Bronzemedaille und ebenso die Bronzemedaille der Weltmeisterschaft und wurde 1928 Dritter bei der Eishockey-Europameisterschaft. Bis 1950 gewann Großbritannien zahlreiche weitere Medaillen auf internationaler Ebene, darunter die Europameistertitel 1937 und 1938 als bestes europäisches Team bei der Weltmeisterschaft.
Insgesamt gewann Großbritannien bei Olympischen Spielen eine Gold- und eine Bronzemedaille, bei Weltmeisterschaften eine Goldmedaille sowie je zwei Silber- und Bronzemedaillen und bei Europameisterschaften vier Gold- und zwei Silbermedaillen sowie eine Bronzemedaille.
Seit den 1950er Jahren konnte Großbritannien im Eishockey nicht mehr an die Erfolge der ersten Hälfte des 20. Jahrhunderts anknüpfen. Es dauerte von 1962 bis 1994 (32 Jahre), bis die Nationalmannschaft wieder in der Top-Division der Eishockey-Weltmeisterschaft antrat, jedoch folgte der direkte Wiederabstieg. Anschließend spielte das Nationalteam lange in der Division I (A oder B), ehe 2018 (nach weiteren 25 Jahren) mit dem ersten Platz in der Division IA der Wiederaufstieg in die Top-Division gelang.
Seit den 2000er Jahren nimmt die britische Nationalmannschaft regelmäßig an der Euro Ice Hockey Challenge teil.

## Platzierungen

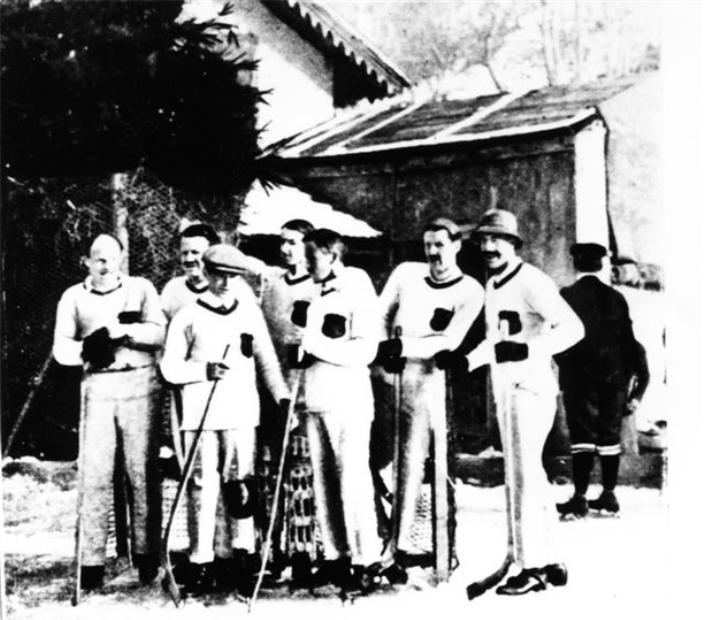
Die britische Mannschaft 1910 bei der ersten Eishockey-Europameisterschaft

### Bei denOlympischen Spielen
- 1920 – nicht teilgenommen
- 1924 –  Bronzemedaille
- 1928 – 4. Platz
- 1932 – nicht teilgenommen
- 1936 – Goldmedaille
- seit 1948 – nicht teilgenommen bzw. nicht qualifiziert

### Bei denEuropameisterschaften
- 1910 – Goldmedaille
- 1911 bis 1925 – nicht teilgenommen
- 1926 – 4. Platz
- 1927 – nicht teilgenommen
- 1929 – nicht teilgenommen
- 1932 – 7. Platz
- 1936 – Goldmedaille

### Bei denWeltmeisterschaften
- 1920 – nicht teilgenommen
- 1924 – Bronzemedaille
- 1928 – 4. Platz
- 1930 – 10. Platz
- 1931 – 8. Platz
- 1932/1933 – nicht teilgenommen
- 1934 – 8. Platz
- 1935 – Bronzemedaille
- 1936 – Goldmedaille
- 1937 – Silbermedaille
- 1938 – Silbermedaille
- 1939 – 8. Platz

- 1947–49 – nicht teilgenommen
- 1950 – 4. Platz
- 1951 – 5. Platz
- 1952 – 10. Platz (1. B-WM)
- 1953 – 6. Platz (2. B-WM)
- 1954–59 – nicht teilgenommen
- 1961 – 10. Platz (2. B-WM)
- 1962 – 8. Platz
- 1963 – 15. Platz (7. B-WM)
- 1964 – nicht teilgenommen
- 1965 – 14. Platz (6. B-WM)
- 1966 – 16. Platz (8. B-WM)
- 1967–70 – nicht teilgenommen
- 1971 – 18. Platz (4. C-WM)
- 1972 – nicht teilgenommen
- 1973 – 22. Platz (8. C-WM)
- 1974/75 – nicht teilgenommen
- 1976 – 21. Platz (5. C-WM)
- 1977 – 24. Platz (7. C-WM)
- 1978 – nicht teilgenommen
- 1979 – 22. Platz (5. C-WM)
- 1981 – 24. Platz (8. C-WM)
- 1982–87 – nicht teilgenommen
- 1989 – 27. Platz (3. D-WM)
- 1990 – 26. Platz (1. D-WM)
- 1991 – 21. Platz (5. C-WM)
- 1992 – 21. Platz (1. C-WM)
- 1993 – 13. Platz (1. B-WM)
- 1994 – 12. Platz
- 1995 – 19. Platz (7. B-WM)
- 1996 – 16. Platz (4. B-WM)
- 1997 – 18. Platz (6. B-WM)
- 1998 – 22. Platz (6. B-WM)
- 1999 – 18. Platz (2. B-WM)
- 2000 – 19. Platz (3. Division I)
- 2001 – 19. Platz (2. Gruppe B, Division I)
- 2002 – 23. Platz (4. Gruppe B, Division I)
- 2003 – 25. Platz (5. Gruppe B, Division I)
- 2004 – 25. Platz (5. Gruppe A, Division I)
- 2005 – 25. Platz (5. Gruppe A, Division I)
- 2006 – 26. Platz (5. Gruppe A, Division I)
- 2007 – 24. Platz (4. Gruppe B, Division I)
- 2008 – 23. Platz (4. Gruppe A, Division I)
- 2009 – 22. Platz (3. Gruppe B, Division I)
- 2010 – 23. Platz (4. Gruppe B, Division I)
- 2011 – 19. Platz (2. Gruppe B, Division I)
- 2012 – 21. Platz (5. Division I A)
- 2013 – 22. Platz (6. Division I A)
- 2014 – 26. Platz (4. Division I B)
- 2015 – 24. Platz (2. Division I B)
- 2016 – 24. Platz (2. Division I B)
- 2017 – 23. Platz (1. Division I B)
- 2018 – 17. Platz (1. Division I A)
- 2019 – 13. Platz
- 2021 – 14. Platz
- 2022 – 16. Platz
- 2023 – 17. Platz (1. Division I A)
- 2024 – 15. Platz
- 2025 – 17. Platz (1. Division I A)

kursiv: Turnier wurde im Rahmen der Olympischen Spiele ausgetragen.

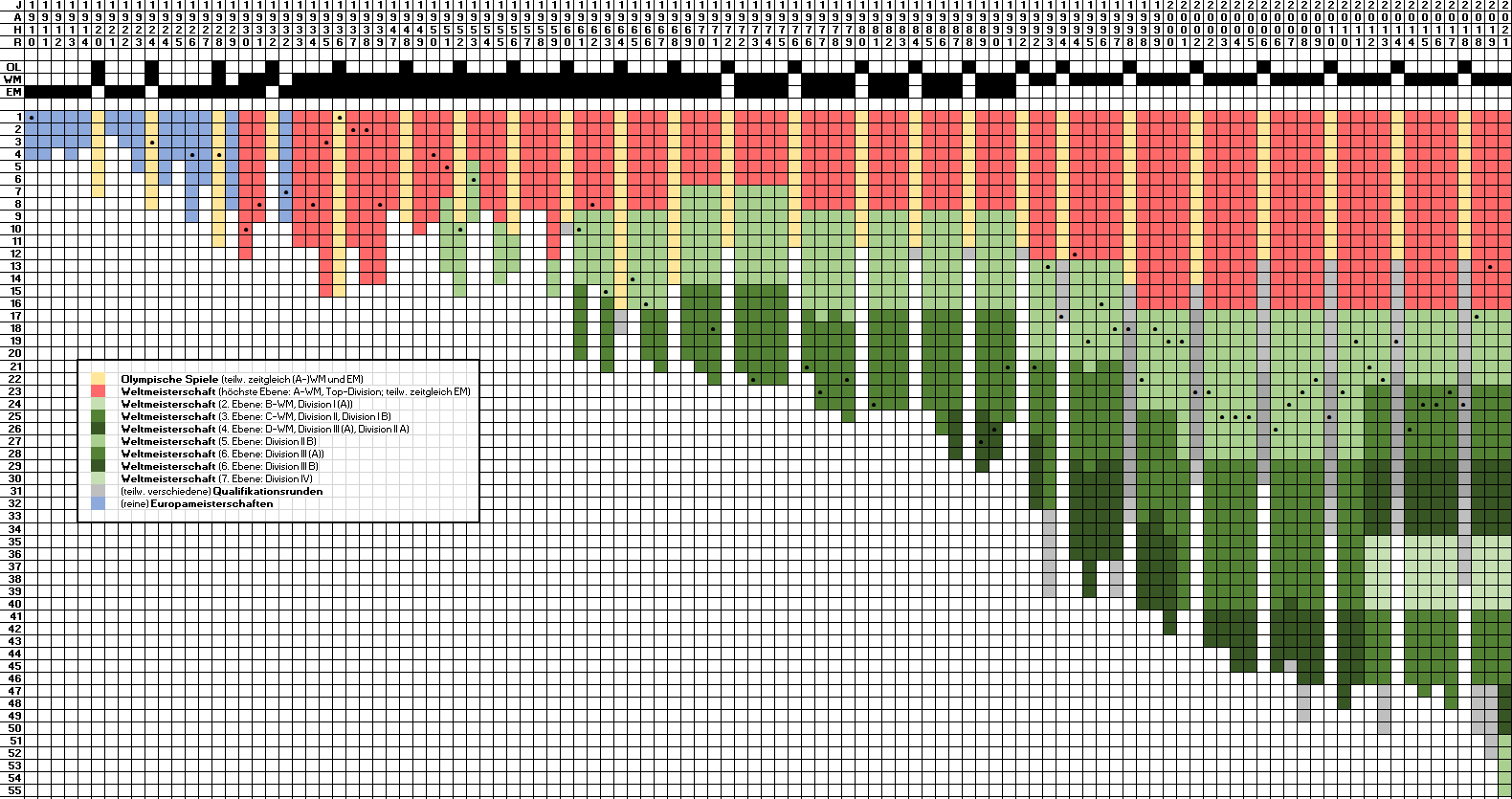
Platzierungen der britischen Eishockeynationalmannschaft bei Olympischen Spielen, Welt- und Europameisterschaften

## Britische Olympiasieger 1936
| Medaillen                           | Spieler |
| ----------------------------------- | --- |
| Gold / Olympiasieger Großbritannien | Alexander Archer, James Borland, Edgar Brenchley, James Chappell, John Coward, Gordon Dailley, Gerry Davey, Carl Erhardt, Jimmy Foster, Jack Kilpatrick, Archibald Stinchcombe, Robert Wyman |